# 高氯酸盐
過氯酸盐是過氯酸形成的盐类，含有四面体型的過氯酸根离子—{\displaystyle {\ce {ClO4{^{-}}}}}，其中氯的氧化态为+7。過氯酸盐存在于自然界中，主要用作火箭燃料和烟火中的氧化剂和安全气囊中的爆炸物。多数過氯酸盐可溶于水。
常见的高氯酸盐有：
- 高氯酸铵—{\displaystyle {\ce {NH4ClO4}}}，用作固体火箭燃料中的氧化剂
- 高氯酸铯—{\displaystyle {\ce {CsClO4}}}
- 高氯酸锂—{\displaystyle {\ce {LiClO4}}}，放热分解放出氧气，用作空间飞船中的生氧剂
- 高氯酸镁—{\displaystyle {\ce {Mg(ClO4)2}}}
- 高氯酸钾—{\displaystyle {\ce {KClO4}}}，用于烟火中
- 高氯酸铷—{\displaystyle {\ce {RbClO4}}}
- 高氯酸银—{\displaystyle {\ce {AgClO4}}}
- 高氯酸钠—{\displaystyle {\ce {NaClO4}}}

## 氧化性
尽管其中氯的氧化态为+7，但在氯的所有含氧酸根离子中，高氯酸根离子在水溶液的氧化性最弱。这是由于氯在高氯酸根离子中处于四面体的中心，不易发生反应。大多数高氯酸盐，尤其是电正性金属如钠形成的化合物如高氯酸钠，都相对较稳定，也因此可以取代曾经用于烟火中但具不稳定性的氯酸盐类氧化剂。
在溶液中，Ru(II)可以将{\displaystyle {\ce {ClO4{^{-}}}}}还原为{\displaystyle {\ce {ClO3{^{-}}}}}，V(II)、V(III)、Mo(III)、二聚Mo(III)、Cr(II)和Ti(III)都可将{\displaystyle {\ce {ClO4{^{-}}}}}还原为{\displaystyle {\ce {Cl-}}}。

## 溶解性
几乎所有高氯酸盐都可溶于水，且具有吸湿性或潮解性（铵盐、钾盐、铅盐和亚汞盐不潮解），高氯酸钾难溶于乙醇（和高氯酸钠不同）。